# Wagner (metrostation)
Wagner is een metrostation in de Italiaanse stad Milaan dat werd geopend op 2 april 1966 en wordt bediend door lijn 1 van de metro van Milaan.

## Ligging en inrichting
Het station ligt onder het Piazza Riccardo Wagner en heeft een toegang naast de markthal midden op het plein, en vier toegangen op de kop van de Via Maghera aan de westkant van het plein. De verdeelhal ligt tussen de Via Maghera en de markthal en is breder dan het standaardontwerp van lijn 1. De toegangspoortjes liggen aan de westkant van de verdeelhal en achter de poortjes zijn gescheiden trappen voor vertrekkende en aankomende reizigers. Ten opzichte van het standaardontwerp is er een extra gang langs de noordkant die uitkomt bij de toegang naast de markthal. Onder de kop van de Via Maghera liggen winkelruimtes.